# Ліпінкі (Вармінсько-Мазурське воєводство)
Ліпінкі (пол. Lipinki, нім. Lippinken) — село в Польщі, у гміні Біскупець Новомейського повіту Вармінсько-Мазурського воєводства.
Населення — 701 особа (2011).
У 1975-1998 роках село належало до Торунського воєводства.

## Демографія
Демографічна структура станом на 31 березня 2011 року:
|          | Загалом | Допрацездатний вік | Працездатний вік | Постпрацездатний вік |
| -------- | ------- | ------------------ | ---------------- | -------------------- |
| Чоловіки | 361     | 82                 | 245              | 34                   |
| Жінки    | 340     | 57                 | 210              | 73                   |
| Разом    | 701     | 139                | 455              | 107                  |